# Route départementale 306 (Essonne)
Pour les articles homonymes, voir Route départementale 306.
La route départementale 306 est une route départementale située dans le département français de l'Essonne et dont l'importance est aujourd'hui restreinte à la circulation routière locale. Elle constitue le trajet essonnien de l'ancienne route nationale 306 entre Saclay et Gif-sur-Yvette.

## Histoire
Lors de l'aménagement de la Route nationale 118 entre Paris et Marcoussis, elle reprit le tracé essonnien de l'ancienne route nationale 306 entre Bièvres et Saclay, déclassée pour l'occasion. La partie comprise entre Saclay et Saint-Rémy-lès-Chevreuse devint la route nationale 306, avant son déclassement en 2005 en départementale 306.

## Itinéraire

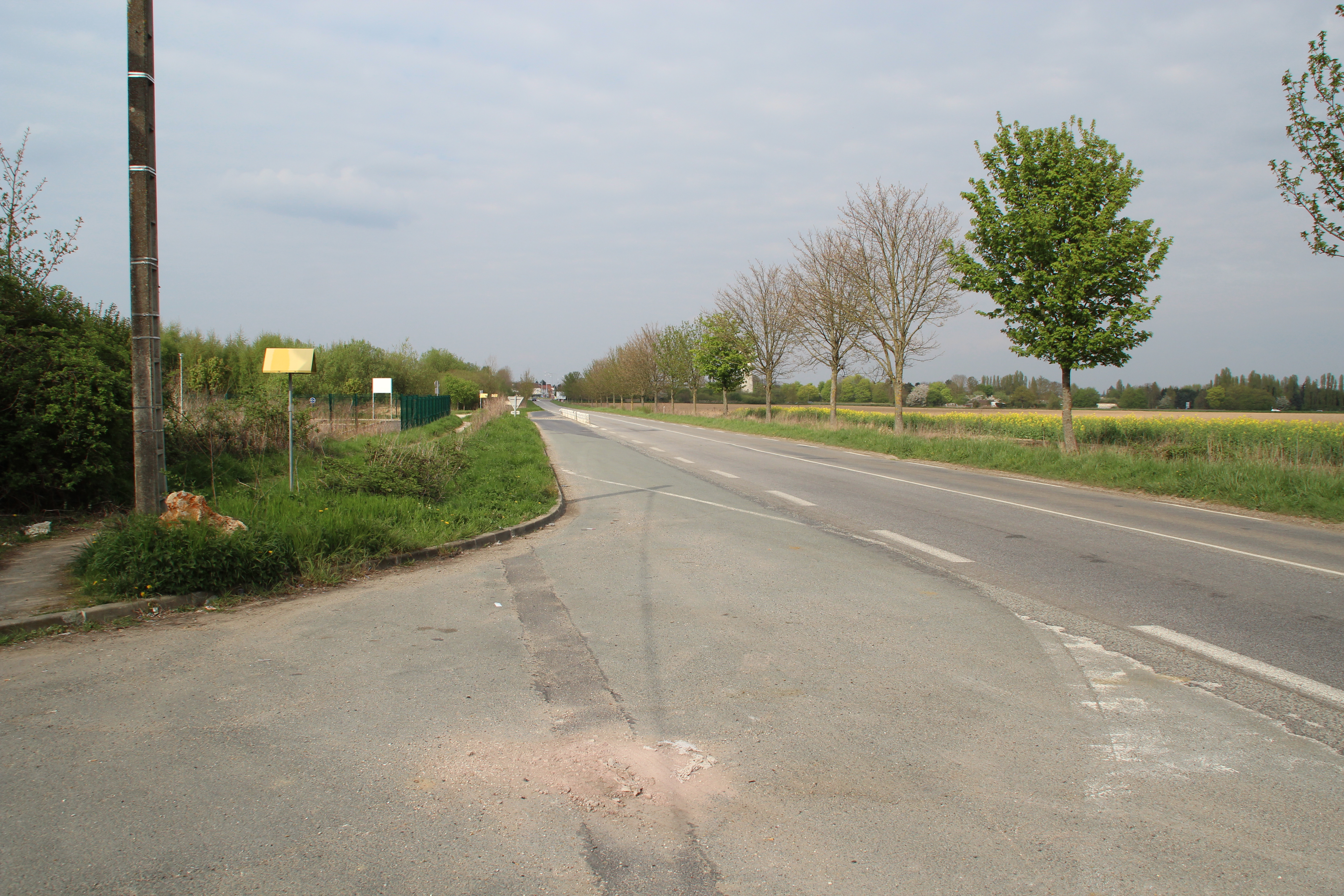
Route départementale 306, près de Saclay (Essonne).

La route départementale 306 dans l'Essonne reprend le tracé partiel de l'ancienne route nationale 306, dans sa partie non occupée par la route nationale 118.
- Saclay, elle démarre son trajet au niveau de l'échangeur autoroutier au niveau du Christ-de-Saclay où elle rencontre outre la RN 118, la route départementale 36 et la route départementale 446. Elle prend l'appellation de Route nationale jusqu'à sa sortie du territoire matérialisée par le pont enjambant la rigole de Corbeville. Sur l'ensemble de ce trajet, elle longe par le sud le site du commissariat à l'énergie atomique.
- Saint-Aubin, elle rencontre la route départementale 128 au niveau du carrefour giratoire du carrefour du Golf. Elle devient la Route de Belle Image et longe par l'ouest le Synchrotron soleil. Après avoir traversé la rigole Saint-Martin, elle matérialise la frontière avec Gif-sur-Yvette.
- Gif-sur-Yvette, elle conserve son appellation précédente et rencontre la route départementale 95 pour prendre l'appellation Avenue du Général Leclerc jusqu'à sa sortie du territoire. Elle poursuit son tracé dans les Yvelines à Saint-Rémy-lès-Chevreuse sous la numérotation RD 906.